# Prix littéraire jeunesse Télé-Québec de l’Abitibi-Témiscamingue
Le Prix littéraire jeunesse Télé-Québec de l’Abitibi-Témiscamingue est un prix littéraire québécois. Ce concours de nouvelles vise à stimuler le goût de l’écriture chez les jeunes de 10 à 17 demeurant en Abitibi-Témiscamingue ou au Nord-du-Québec,. Il est attribué annuellement depuis 2001. 
Les gagnants se méritent une bourse nommée en l'honneur de la fondatrice du prix, l'autrice originaire de Val d'Or Anne-Michèle Lévesque. Les montants sont d'une valeur de 400$, pour les 13-17 et de 100$ pour les 10-12 ans. La cérémonie de remise à lieu lors du Salon du livre de l’Abitibi-Témiscamingue.
Ce prix est offert grâce à une subvention de Télé-Québec et, depuis 2010, en collaboration avec le Ministère de l’Éducation, du Loisir et du Sport du Québec, le Salon du livre de l’Abitibi-Témiscamingue et le Réseau Biblio de l’Abitibi-Témiscamingue et du Nord-du-Québec.
Depuis 2006, la nouvelle littéraire primée par le concours est publiée sous forme de plaquette et fait l’objet d’un lancement officiel,.

## Lauréats (Catégorie 13-17 ans)
Les lauréats du Prix littéraire jeunesse Télé-Québec de l’Abitibi-Témiscamingue dans la catégorie des 13-17 ans sont:
- 2001 : Joseph Elfassi (Déménagement)[9],[7]
- 2002 : Alexandra Rouillard (La glorieuse Marianne de Rudder)[7]
- 2003 : Jinny Gilbert (Les profondeurs du lac)[7]
- 2004 : Marlène Blanchette (Libre)[7]
- 2005 : Audrey Jade Bherer (L'Amitié)[7]
- 2006 : Roxane Boucher (La pièce)[10]
- 2007 : Marion Bibeau (Le moissonneur)[11]
- 2008 : Isabelle Aubin (L’horloge brisée)[8]
- 2009 : Sébastien Bolduc (Camping sauvage)[8]
- 2010 : Estéban Paradis (Un enquêteur particulier)[8]
- 2011 : Hemmy Côté (Un voyage plus que merveilleux)[12]
- 2012 : Judy Gagnon-Timmons (Âme perdue)[8]
- 2013 : Maxime Desaulniers (Cauchemar sur le net)[8]
- 2014 : Corinne Morin-Parent (Entrée interdite)[8]
- 2015 : Éliane Roy (L'Arche)[13]
- 2016 : Jordan Mayer (Sempiternellement)[14]
- 2017 : Charline Desrosiers (L'homme de l'aéroport)[15]
- 2018 : Marie-Lune Bacon (La dernière note)[6]
- 2019 : Maude Boucher (Le podium de la honte)[16],[17],[18]
- 2020 : Cloé Lahaie (Les étourneaux de Trickett)[3]